# Arundinaria chino
Arundinaria chino là một loài thực vật có hoa trong họ Hòa thảo. Loài này được (Franch. & Sav.) Makino mô tả khoa học đầu tiên năm 1912.